# 門田聖子
門田 聖子（もんでん せいこ）は、広島県東広島市のフォトグラファー・ライター。 幅広いジャンルの企画、写真撮影、取材、記事作成、ホームページ掲載原稿に携わる。

## 受賞歴

### 文芸
- 第38回中国短編文学賞 - 二席
- 第1回廣島小説大賞 - 優秀賞
- 第3回庄原文藝 - 佳作
- 第33回市民文芸「小説・シナリオの部」 - 1席

### 写真
- 中国新聞「読者の写真」
  - 第626回 - 2席、第590回・613回 - 3席、第610回 - 佳作
  - 第589回、592回、596回、608回、611回 、615回、618回、621回、622回、625回、627回 - 入選
- カメラのサエダ60周年記念「ありがとうフォトコンテスト」 - 優秀賞
- 可部撮りっぷ「まるごと。賞」
- 第5回千本桜フォトコンテスト - 入選
- 第7回三和の春フォトコンテスト - 入賞
- かもしだす東広島の魅力インスタフォトコンテスト2020 - 入賞
- Heart Beat Photo Contest Happines 2020 - 入選
- Heart Beat Photo Contest Happines 2021 - 入賞
- 広島県WEB公募展 - 入選
- 第33回 東広島市美術展 - 入選
- 第34回 東広島市美術展 - 入選

### 書籍
- 『スクリーン Kindle版 』（2018年9月 中国新聞社主催、第38回中国短編文学賞 二席受賞作 ぶるぼん企画室）
- 『小六のあたし Kindle版』（2023年5月 中国新聞主催「中国短編文学賞」最終選考通過作 ぶるぼん企画室）
- 『トンボ Kindle版』（2023年5月 ぶるぼん企画室）

広島のライター＆カメラマン 門田聖子（もんでんせいこ） Official Siteから受賞歴参照